# ساشا كارتر
ساشا كارتر هي لاعبة كرلنغ كندية، ولدت في 20 يوليو 1974 في مانيتوبا في كندا.

## وصلات خارجية
- ساشا كارتر على موقع الاتحاد الدولي للكرلنغ (الإنجليزية)